# یرک مانکونک
یرک مانکونک (به لاتین: Yerek-Mankunk) یک منطقه مسکونی در جمهوری آذربایجان است که در شهرستان ترتر واقع شده است.